# 酒匂川橋梁 (小田急小田原線)

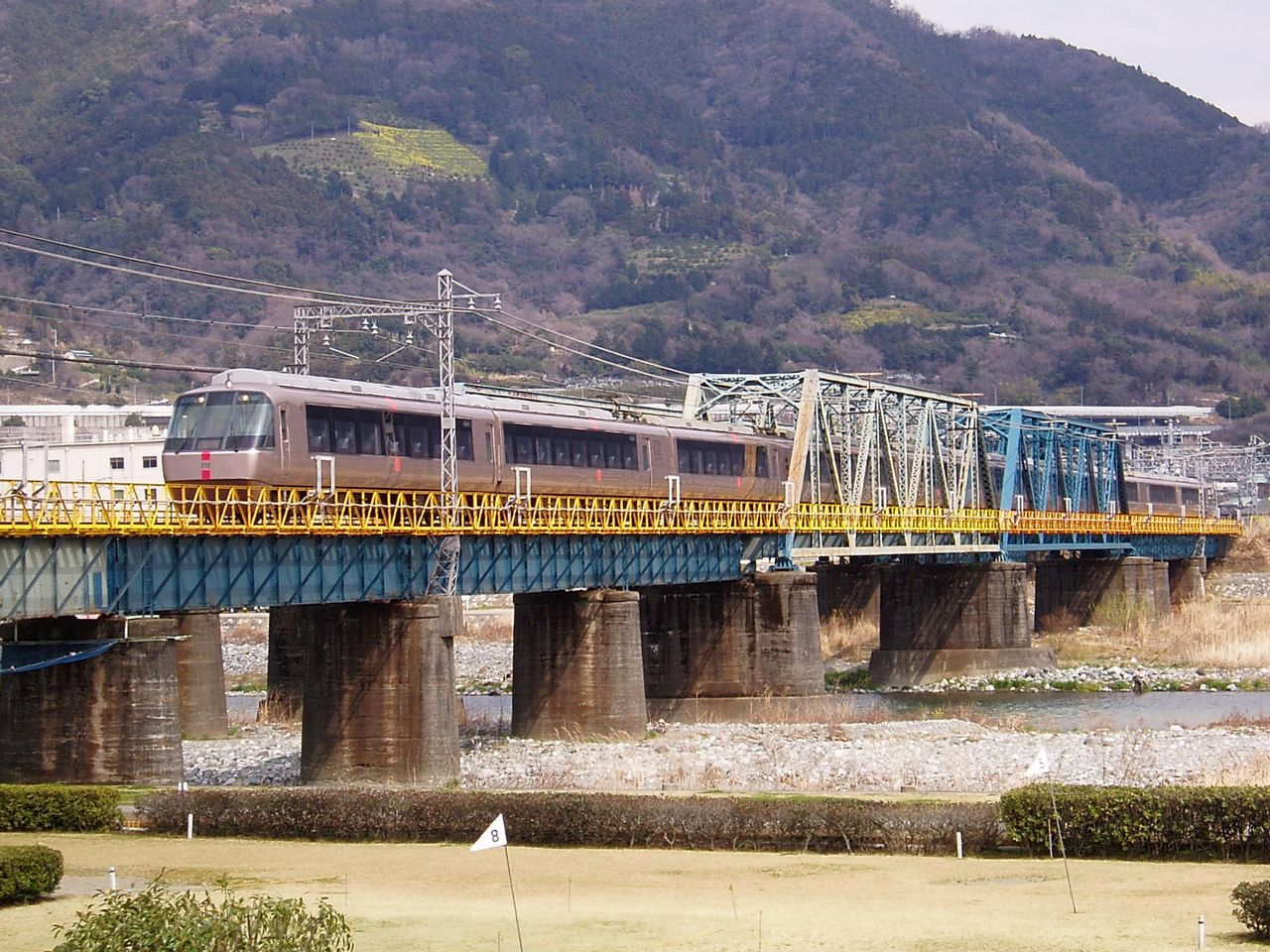
酒匂川橋梁

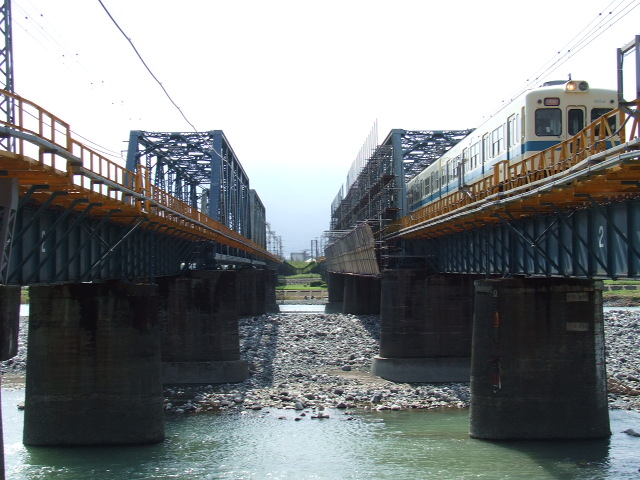
単線の橋梁が並列している酒匂川橋梁

酒匂川橋梁（さかわがわきょうりょう）は、神奈川県足柄上郡松田町・開成町の小田急電鉄小田原線の新松田駅 - 開成駅間にあり、酒匂川に架かる鉄道橋である。
1927年（昭和2年）の開業時の橋がほぼそのまま使用されている。

## 橋の概要

### 特徴
本橋は中央径間に単純下路ワーレントラス式鉄道橋を2連据え、側径間を単純上路プレートガーダー橋2連×2としており、橋長は292.0メートルとなっている。
1927年（昭和2年）4月1日の開業時には単線で開通、同年9月に同一構造の橋が完成して複線になった。このような経緯から、複線区間であるが、単線の橋梁が並列した状態となっている。

### 諸元
- 種別 - 鋼鉄道橋
- 形式 - 単純下路ワーレントラス・単線上路プレートガーダー
- 橋長 - 292.0 m
- 支間 -
- 線数 - 単線
- 活荷重 -
- 施主 - 小田原急行鉄道
- 橋梁設計 -
- 橋桁製作 - 長崎造船所・神戸造船所